# جان لیندزی، بیستمین ارل کرافورد
جان لیندزی، بیستمین ارل کرافورد (انگلیسی: John Lindsay, 20th Earl of Crawford; ۴ اکتبر ۱۷۰۲ – ۲۵ دسامبر ۱۷۴۹) نظامی و سیاستمدار اهل پادشاهی بریتانیای کبیر بود. وی همچنین برندهٔ جوایزی همچون همکار انجمن سلطنتی شده‌است.